# 도미닉 셔우드
도미닉 셔우드(Dominic Sherwood, 1990년 2월 6일 ~ )는 잉글랜드의 배우이다.

## 작품 목록
- 뱀파이어 아카데미

- 섀도우 헌터스 (드라마)